# Arroyo Hondo, Tabasco
Arroyo Hondo är en ort i Mexiko.   Den ligger i kommunen Cárdenas och delstaten Tabasco, i den sydöstra delen av landet, 600 km öster om huvudstaden Mexico City. Arroyo Hondo ligger 24 meter över havet och antalet invånare är 330.
Terrängen runt Arroyo Hondo är mycket platt. Runt Arroyo Hondo är det ganska glesbefolkat, med 45 invånare per kvadratkilometer. Närmaste större samhälle är Cárdenas, 8,0 km öster om Arroyo Hondo. Trakten runt Arroyo Hondo består till största delen av jordbruksmark.